# Аргос (цар)
А́ргос (дав.-гр. Ἄργος) — персонаж давньогрецької міфології, четвертий цар Аргоса, син Зевса (або Апіса) і Ніоби. Став царем або після Форонея, або після Апіса. Одружився з Евадною, з нею мав синів Форбанта (за деякими джерелами його мати була Мелантоміка), Екбаса, Піранта, Епідавра, Кріаса і Тірінфа.
Він є епонімом міста Аргос, назвав Пелопоннес Аргосом. На його честь названо ще гай, у якому за легендою сховалися 5 тисяч жителів Аргоса під час спартанської навали у V столітті до н. е. Спартанський цар Клеомен I наказав його підпалити і всі ті, хто там сховався, згоріли насмерть.
Аргос привіз з Лівії пшеницю і вперше посадив її на теренах Пелопонесса. Також він заклав у Харадрі храм Деметри Лівійської. Помер в Аргосі, там його й поховано.